# Юзеф Більчевський
Святий Юзеф Більчевський, іноді Йосиф Більчевський (пол. Józef Bilczewski, при народженні Юзеф Біба; 26 квітня 1860, Вілямовиці, пол. Józef Biba, — 20 березня 1923, Львів) — святий римо-католицької церкви, архієпископ міста Львів, професор богослов'я і догматики у Львівському університеті. Покровитель бездомних.

## Біографія
Народився 26 квітня 1860 року в м. Вілямовиці в Сілезії.

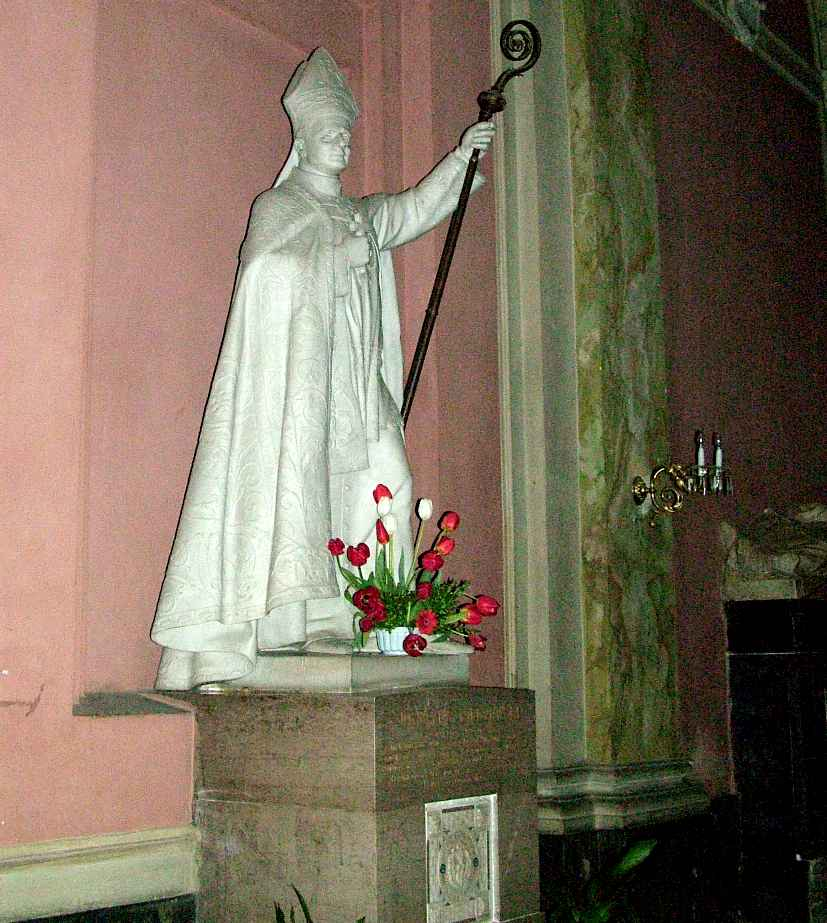
Йосиф Більчевський, статуя у Архікафедральні базиліці Успіння Пресвятої Діви Марії у Львові.

1880 року закінчив гімназію у Вадовицях, після чого вступив до семінарії в Кракові, одночасно навчаючись у Ягеллонському університеті Кракова. 6 липня 1884 року був висвячений кардиналом Альбіном Дунаєвським на священника. 1888 року після захисту дисертації у Відні отримує звання доктора богослов'я і починає займатися дослідженнями догматики і християнською археологією в Римі, Відні та Парижі. Після цього слідує габілітація у Ягеллонському університеті Кракова. У 1891 році стає професором догматики, деканом у Львівському університеті. З 1900 по 1901 роки був ректором Львівського університету Франца І.
Незабаром змушений був залишити викладацьку діяльність, так як Святий Престол в особі папи Лева XIII зі схвалення австро-угорського імператора Франца-Йосифа І у 1900 році призначає його на вакантну посаду львівського архієпископа. Будучи львівським архієпископом починає будівництво нових костелів у львівській митрополії, організовує курси для священників, які бажають займатися соціальною діяльністю, фінансує благодійні організації. Особливу популярність Юзеф Більчевський отримав серед бездомних. Крім цього, займається духовною опікою студентів, організовує народні школи. Напередодні австрійського перепису населення 1910 року закликав україномовних римо-католиків записувати розмовною мовою польську. 1913 року разом зі львівським архиєпископом вірменським Йосифом Теодоровичем та іншими римо-католицькими єпископами виступив проти реформи виборів до Галицького сейму через, як вважав, її радикалізм.
Під час Першої світової війни створює комітети для допомоги робочим Галичини, які через війну потерпали від голоду. Під час Польсько-української війни спільно з Андреєм Шептицьким звертався із закликами проти кровопролиття.
Під час облоги Львова польськими військами в 1918 році займається доставкою продуктів харчування до обложеного міста. 2 травня 1922 року відзначений Великим хрестом Ордену Відродження Польщі.
Юзеф Більчевський помер від злоякісної анемії (лат. anemia pernicious) 20 березня 1923 року і похований на львівському Янівському цвинтарі.

## Нагороди
- Орден Залізної Корони І ступеня (1917)[7],
- Хрест Хоробрих (1922), двічі[8]
- Великий хрест ордена Відродження Польщі (2 травня 1922)[6]

## Вшанування пам'яті
- У Львові з 1923 року до грудня 1944 року іменем Більчевського називалась площа).[9]
- У період 1924–1941 років існувала Вулиця Більчевського у місті Станиславів.

## Канонізація
Юзеф Більчевський був беатифікований як блаженний у 2001 році Папою Римським Іваном Павлом II і канонізований як святий Римським Папою Бенедиктом XVI 23 жовтня 2005 року.
20 березня — день пам'яті святого.